# Lill-Bottnasjön
Lill-Bottnasjön är en sjö i Alingsås kommun och Lerums kommun i Västergötland och ingår i Göta älvs huvudavrinningsområde. Sjön är 10,8 meter djup, har en yta på 0,202 kvadratkilometer och är belägen 112 meter över havet. Sjön avvattnas av vattendraget Laxån.

## Delavrinningsområde
Lill-Bottnasjön ingår i det delavrinningsområde (641482-129978) som SMHI kallar för Utloppet av Torskabotten. Medelhöjden är 139 meter över havet och ytan är 8,37 kvadratkilometer. Räknas de 10 avrinningsområdena uppströms in blir den ackumulerade arean 109,03 kvadratkilometer. Laxån som avvattnar avrinningsområdet har biflödesordning 3, vilket innebär att vattnet flödar genom totalt 3 vattendrag innan det når havet efter 40 kilometer. Avrinningsområdet består mestadels av skog (75 procent). Avrinningsområdet har 1,01 kvadratkilometer vattenytor vilket ger det en sjöprocent på 12,1 procent. Bebyggelsen i området täcker en yta av 0,19 kvadratkilometer eller 2 procent av avrinningsområdet.